# Pale Moon
Pale Moon é um navegador web de código aberto com ênfase em customização, como expressado em seu lema "Your browser, Your way" (Seu navegador, seu jeito). Há lançamentos oficiais tanto para Microsoft Windows como para Linux, e um lançamento não-oficial para macOS, e compilações contribuídas para diversas plataformas.
O Pale Moon é uma fork do Firefox com diferenças chaves, incluindo extensões e interface do usuário. Em particular, o Pale Moon irá continuar oferecendo suporte para a infraestrutura de extensões de longa data XUL e XPCOM que o Firefox deprecriou e irá remover completamente na versão 57. O Pale Moon também retém a interface de usuário completamente customizável do Firefox na era das versões 4–28, enquanto atualiza outras partes do navegador com código novo do Firefox.

## Recursos

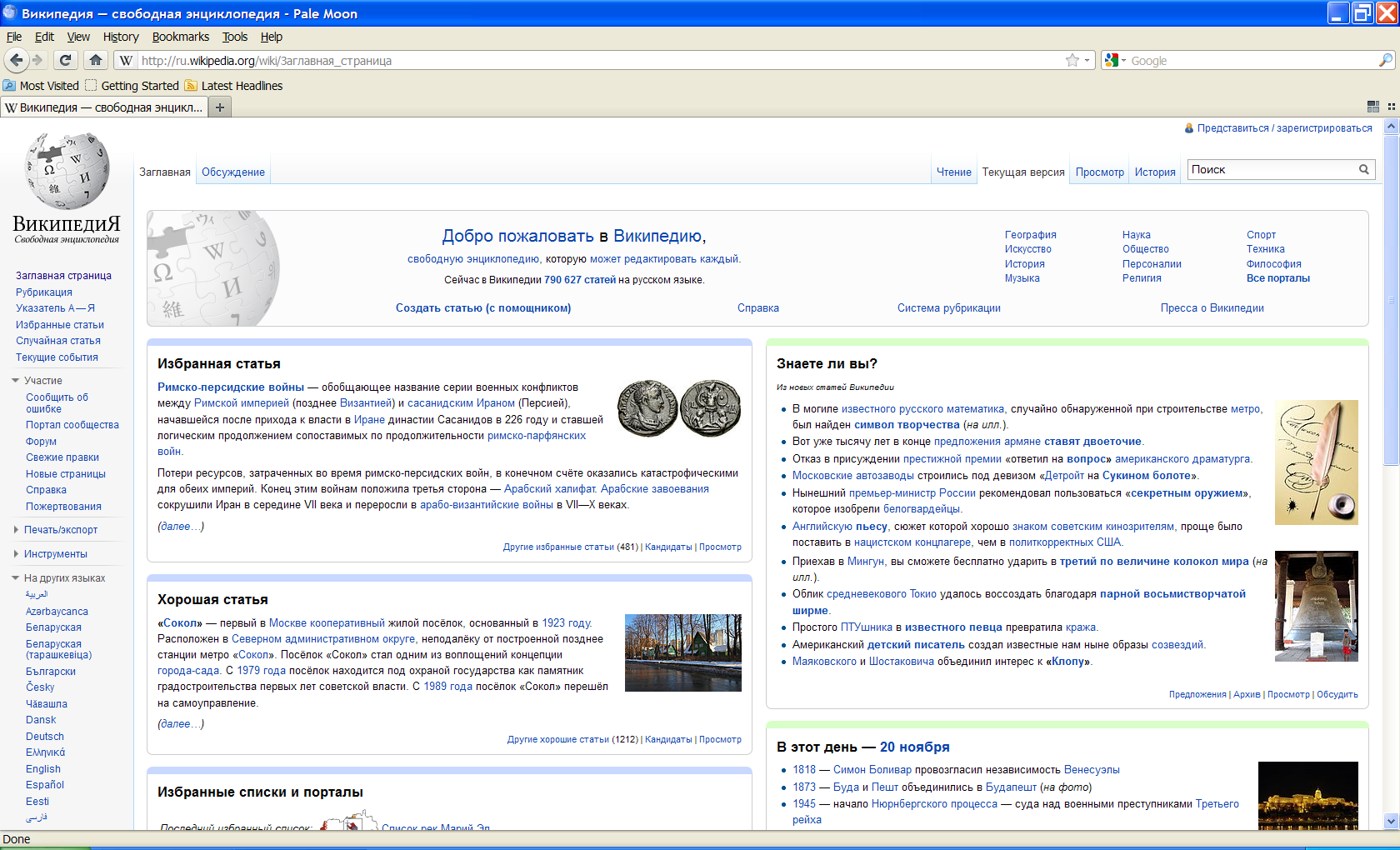
Pale Moon 8 rodando no Windows XP

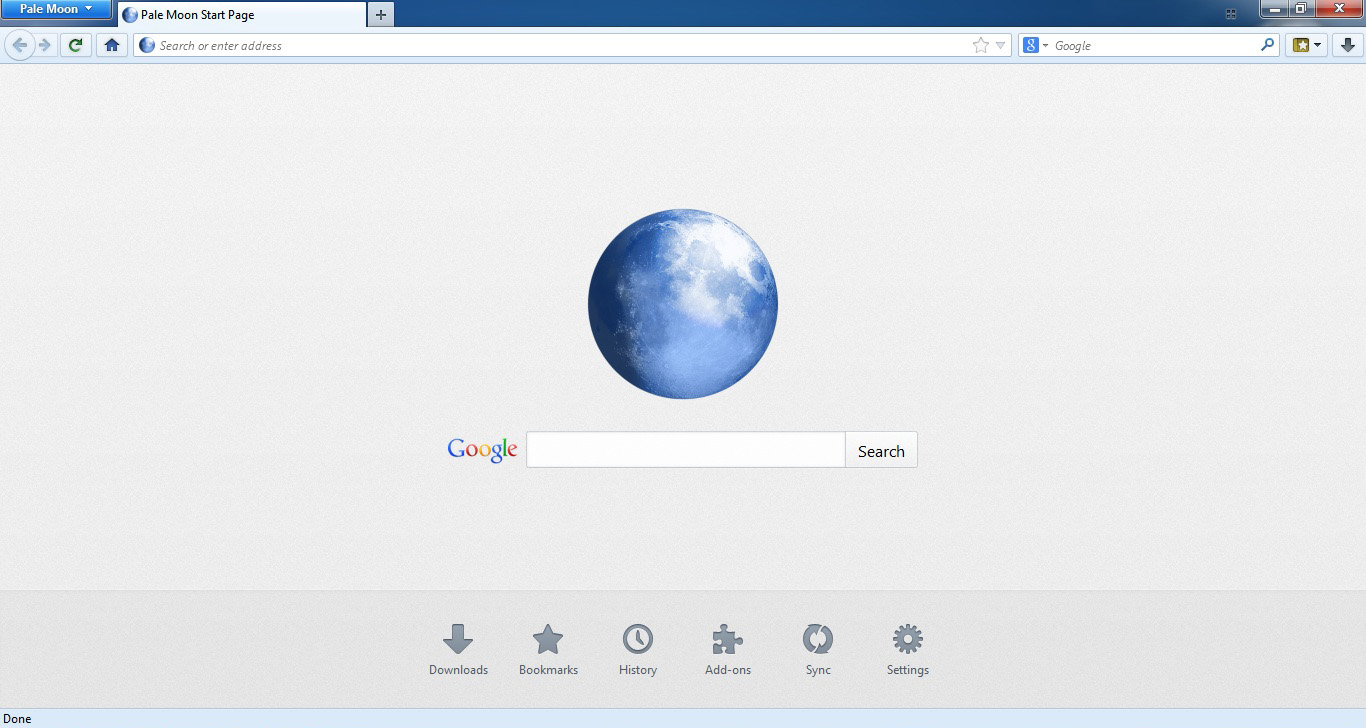
Pale Moon rodando no Windows 7

O Pale Moon se diferencia do Firefox de várias maneiras:
- substituí o motor de layout Gecko com a fork Goanna
- usa a interface de usuário pré-Australis do Firefox
- continua com suporte para extensões XUL, XPCOM e plugins NPAPI[8]
- suporta extensões e temas exclusivos para o Pale Moon, como o Adblock Latitude[12]
- página inicial padrão customizável em cooperação com a start.me[13]
- motor de busca padrão como o DuckDuckGo ao invés do Google ou o Yahoo!
- usas o serviço IP-API ao invés do Google para geolocalização[14]

### Performance
Pale Moon é compilado com um número de optimizações do compilador designadas para melhorar a performance do navegador. Em 2013, a performance do Pale Moon é mais devagar do que o Firefox no ClubCompy Real-World Benchmark, marcando 8.168 e 9.344 dos 50,000 pontos possíveis, respectivamente, mas o reporte da TechRepublic alegou que tal benchmark não é necessariamente um indicativo de uma performance do navegador no mundo real. Em um teste de comparação de navegadores feita em 2016 pela Ghacks, o Pale Moon tem o menor consumo de memória após abrir 10 websites diferentes em abas separadas. Entretanto, na mesma matéria o Pale Moon marcou o pior no Mozilla Kraken, Google Octane, RoboHornet de 32 bits e o segundo pior RoboHornet de 64-bit benchmarks e durante o benchmark JetStream JavaScript.

### Suporte de plataforma
O Pale Moon não suporta processadores antigos sem o conjunto de instruções SSE2. A versão 26.5 foi a última a suportar o Windows XP.

## História
M.C. Straver é o fundador do projeto e desenvolvedor líder. O primeiro lançamento oficial de Straver do Pale Moon foi em 2009, que foi um recompilação do Firefox 3.5.2 com configurações do compilador modificadas. Eventualmente o escopo do projeto aumentou, e versão 24 se tornou uma verdadeira fork do Firefox 24 ESR. Iniciando com a versão 25, o Pale Moon usa uma esquema de número de versões completamente diferente do Firefox.
O Pale Moon 27.0, lançado em novembro de 2016, teve um rebaseamento maior do núcleo do código do navegador para o Firefox 38 ESR, que adicionou HTTP/2, DirectX 11, MSE/DASH e capacidades JavaScript da sexta edição do ECMAScript. Suporte para extensões permanece praticamente inalterada, com uma pequena redução da compatibilidade com o Jetpack.
O Pale Moon para Android é um esforço de desenvolvimento distinto que não é mais mantido. Lançado primeiramente em 2014, Straver anunciou no ano seguinte que seria provavelmente abandonado devido à falta de envolvimento da comunidade. O lançamento final foi o 25.9.6.

## Licença
O código-fonte do Pale Moon é lançado sob a Mozilla Public License 2.0, exceto para as partes referentes a marca. Igualmente, para garantir a redistribuição de qualidade dos binários de Pale Moon com as marcas oficiais só é permitida em circunstâncias específicas. O nome e o logotipo do projeto são marcas comerciais e direitos autorais de Straver e não podem ser usados sem permissão prévia do autor.

## Quota de mercado
De acordo com a StatCounter, o Pale Moon tem 0.02% de participação no mercado de navegadores web para desktop em janeiro de 2019.
| Estatísticas para navegadores em desktops/laptops                                                           | Estatísticas para navegadores em desktops/laptops | Estatísticas para navegadores em desktops/laptops | Estatísticas para navegadores em desktops/laptops | Estatísticas para navegadores em desktops/laptops |
| --- | ------------------------------------------------- | ------------------------------------------------- | ------------------------------------------------- | ------------------------------------------------- |
| |                                                   |                                                   |                                                   |                                                   |
| Google Chrome                                                                                               | Google Chrome                                     |                                                   | 70.88%                                            | 70.88%                                            |
| Mozilla Firefox                                                                                             | Mozilla Firefox                                   |                                                   | 9.5%                                              | 9.5%                                              |
| Internet Explorer                                                                                           | Internet Explorer                                 |                                                   | 5.74%                                             | 5.74%                                             |
| Safari | Safari                                            |                                                   | 5.15%                                             | 5.15%                                             |
| Microsoft Edge                                                                                              | Microsoft Edge                                    |                                                   | 4.14%                                             | 4.14%                                             |
| Opera | Opera                                             |                                                   | 2.37%                                             | 2.37%                                             |
| UC Browser                                                                                                  | UC Browser                                        |                                                   | 0.49%                                             | 0.49%                                             |
| Yandex Browser                                                                                              | Yandex Browser                                    |                                                   | 0.42%                                             | 0.42%                                             |
| Coc Coc | Coc Coc                                           |                                                   | 0.19%                                             | 0.19%                                             |
| Sogou Explorer                                                                                              | Sogou Explorer                                    |                                                   | 0.16%                                             | 0.16%                                             |
| Chromium | Chromium                                          |                                                   | 0.16%                                             | 0.16%                                             |
| QQ Browser                                                                                                  | QQ Browser                                        |                                                   | 0.15%                                             | 0.15%                                             |
| Maxthon | Maxthon                                           |                                                   | 0.09%                                             | 0.09%                                             |
| 360 Secure Browser                                                                                          | 360 Secure Browser                                |                                                   | 0.07%                                             | 0.07%                                             |
| Mozilla Suite                                                                                               | Mozilla Suite                                     |                                                   | 0.06%                                             | 0.06%                                             |
| Vivaldi | Vivaldi                                           |                                                   | 0.05%                                             | 0.05%                                             |
| Whale Browser                                                                                               | Whale Browser                                     |                                                   | 0.02%                                             | 0.02%                                             |
| Pale Moon                                                                                                   | Pale Moon                                         |                                                   | 0.02%                                             | 0.02%                                             |
| mCent | mCent                                             |                                                   | 0.02%                                             | 0.02%                                             |
| SeaMonkey                                                                                                   | SeaMonkey                                         |                                                   | 0.01%                                             | 0.01%                                             |
| Outros | Outros                                            |                                                   | 0.05%                                             | 0.05%                                             |
| |                                                   |                                                   |                                                   |                                                   |
| Quota de mercado para navegadores web em desktops de acordo com a StatCounter para o mês de fevereiro 2017. |                                                   |                                                   |                                                   |                                                   |